# Dangerous (песня Майкла Джексона)
«Dangerous» (с англ. — «Опасная») — песня американского автора-исполнителя Майкла Джексона из его одноимённого восьмого студийного альбома. Композиция была написана Джексоном вместе с Биллом Боттреллом в конце 80-х гг. и позднее переработана с Тедди Райли.
Музыкант неоднократно выступал с этой композицией на церемониях вручения наград, сольных концертах, а также юбилейных и благотворительных шоу. Выступление на церемонии «MTV Video Music Awards» 1995 года было выпущено на DVD HIStory on Film, Volume II.

## История создания и особенности композиции
В конце 1980-х гг. в период записи альбома Bad Джексон написал и записал песню «Streetwalker». Певец собирался включить её в пластинку, но продюсер Куинси Джонс убедил его заменить песню на «Another Part of Me». К началу 90-х, когда Джексон стал готовить материал для следующего альбома, «Streetwalker» получила развитие и превратилась в демоверсию другой песни — «Dangerous». Певец написал её вместе с Биллом Боттреллом, а позднее полностью переработал музыку с Тедди Райли. Результатом стала композиция, жанровую направленность которой критики охарактеризовали как нью-джек-индастриал-фанк. Песня стала титульным треком для нового альбома. В тексте музыкант затрагивает тематику недоверия к соблазнительной, но опасной женщине. Композиция начинается с промышленных звуков, грохота металла, затем вступает основной бит. Куплеты песни начитаны певцом почти шёпотом.
«Streetwalker» вошла в переиздание альбома Bad 2001 года — Bad: Special Edition. Ранняя демоверсия «Dangerous» вошла в список композиций бокс-сета Michael Jackson: The Ultimate Collection. Оригинальная версия трека попала на посмертный сборник Джексона Scream.

## Реакция критиков
Критик журнала Rolling Stone писал: «Результатом работы Джексона и Райли стали яркие, любимые Майклом струнные, смешанные с самыми сильными битами в его карьере. Трек разительно контрастирует с богатыми оркестровками Куинси Джонса». Другие рецензенты отметили, что, завершив альбом такой композицией, Джексон в смысловом плане «замкнул» концепцию всей пластинки в кольцо — вернулся к мрачной неопределённости её первого трека «Jam».
В феврале 1994 года Джексон дал показания в суде округа Денвер по иску, поступившему от местной певицы Кристал Картье. Она утверждала, что «Dangerous» — плагиат на одну из её песен. В суде музыкант описал процесс написания своей композиции, жюри прослушали одну из демоверсий, в то время как Картье не предоставила никаких доказательств своей правоты. Присяжные приняли решение в пользу Джексона.

## Концертные выступления
Впервые Джексон выступил с «Dangerous», открыв церемонию вручения наград «American Music Awards» в 1993 году. Затем песня вошла в сет-листы второй половины его сольного тура Dangerous World Tour (1993) и всего HIStory World Tour (1996—1997). В 1995 году Джексон выступил с этой композицией на церемонии вручения наград «MTV Video Music Awards», а также на шоу в честь 25-летия Soul Train. В 1996 году песня прозвучала на концерте, посвящённом дню рождения султана Брунея, а в 1999 вошла в сет-листы двух благотворительных шоу «MJ & Friends». В 2002 году музыкант выступил с «Dangerous» на 50-летии шоу «American Bandstand», а также на благотворительном концерте «Night at the Apollo». Ударник Джонатан Моффетт вспоминал, что Джексон репетировал эту композицию для несостоявшегося в связи со смертью певца тура This Is It. Однако в фильм о подготовке к концертам репетиция так и не попала.
Выступление на церемонии «MTV Video Music Awards» (1995) было выпущено на DVD HIStory on Film, Volume II.

## Участники записи
- Майкл Джексон — текст, музыка, вокал, бэк-вокал, аранжировка вокала
- Билл Боттрелл — музыка
- Тедди Райли[англ.] — музыка, запись, микширование, аранжировка ритма, синтезаторов, синтезатор
- Джин-Мари Хорват, Брюс Свиден[англ.], Том Руссо — запись
- Брюс Свиден — микширование
- Брэд Баксер, Ретт Лоуренс — синтезаторы